# مطار جيوجيانغ لوشن
مطار جيوجيانغ لوشن (بالإنجليزية: Jiujiang Lushan Airport)‏ و(بالصينية: 九江庐山机场) (إياتا: JIU، إيكاو: ZSJJ) مطار عام يقع بمدينة جيوجيانغ في جيانغشي في الصين. يبلغ طول المدرج 2800 م .

## شركات الطيران والوجهات
| شركـات طيـران       | الوجهات                                             |
| ------------------- | --------------------------------------------------- |
| خطوط هاينان الجوية  | مطار بكين العاصمة الدولي، مطار هايكو ميلان الدولي   |
| خطوط طيران أوكاي    | مطار شينزين باوان الدولي، مطار شيان شيانيانغ الدولي |
| سبرينغ (شركة طيران) | مطار جينغديو الجديد، مطار شانغهاي بودنغ الدولي      |

## وصلات خارجية
- http://www.flightstats.com/go/Airport/airportDetails.do?airportCode=JIU